# Armadilloniscus caraibicus
Armadilloniscus caraibicus là một loài chân đều trong họ Detonidae. Loài này được Paoletti & Stinner miêu tả khoa học năm 1989.